# Integrale di superficie

La definizione di integrale di superficie consiste nel suddividere una superficie in parti infinitesime tanto da poterle considerare piane.

In matematica, un integrale di superficie è un integrale definito calcolato su una superficie, ad esempio un insieme di curve, che può essere pensato come un integrale doppio analogo ad un integrale di linea.

## Definizione
Si definisce elemento di volume in {\displaystyle \mathbb {R} ^{k}} la k-forma:
{\displaystyle \mathrm {d} \mathbf {V} _{k}=\mathrm {d} x_{1}\wedge \mathrm {d} x_{2}\wedge \cdots \wedge \mathrm {d} x_{k}.}
Sia {\displaystyle S} una {\displaystyle k}-superficie positivamente orientata in {\displaystyle \mathbb {R} ^{k}} e {\displaystyle f} una funzione continua definita sull'immagine di {\displaystyle S} e a valori in {\displaystyle \mathbb {R} }. Allora:
{\displaystyle \int _{S}f(\mathbf {x} )\;\mathrm {d} x_{1}\wedge \mathrm {d} x_{2}\wedge \cdots \wedge \mathrm {d} x_{k}=\int _{S}f\;\mathrm {d} \mathbf {V} _{k}.}
Sia {\displaystyle D\subseteq \mathbb {R} ^{k}} il dominio di parametrizzazione di {\displaystyle S} e {\displaystyle S\colon D\to \mathbb {R} ^{k}} iniettiva e differenziabile con matrice jacobiana {\displaystyle J_{S}} positiva. Allora:
{\displaystyle \int _{S(D)}f(\mathbf {x} )\;\mathrm {d} \mathbf {x} =\int _{D}f(S(\mathbf {u} ))\left|J_{S}(\mathbf {u} )\right|\;\mathrm {d} \mathbf {u} .}
Se {\displaystyle f=1} l'integrale fornisce il volume della superficie.

### Integrale di funzioni su 2-superfici nello spazio
Sia {\displaystyle S} una 2-superficie in {\displaystyle \mathbb {R} ^{3}} con dominio di parametrizzazione {\displaystyle D\subseteq \mathbb {R} ^{2}}. Un tale oggetto è analiticamente rappresentato da tre funzioni {\displaystyle x}, {\displaystyle y} e {\displaystyle z} di due variabili indipendenti {\displaystyle u} e {\displaystyle v}:
{\displaystyle S(u,v)=(x(u,v),y(u,v),z(u,v)).}
Sia {\displaystyle f\colon S(D)\to \mathbb {R} } una funzione definita su {\displaystyle S}. Ad ogni punto {\displaystyle (u,v)\in D} del dominio di parametrizzazione è possibile associare il vettore:
{\displaystyle \mathbf {N} (u,v)={\frac {\partial (y,z)}{\partial (u,v)}}\mathbf {e} _{1}+{\frac {\partial (z,x)}{\partial (u,v)}}\mathbf {e} _{2}+{\frac {\partial (x,y)}{\partial (u,v)}}\mathbf {e} _{3}}
dove i vettori {\displaystyle \mathbf {e} _{i}} sono gli elementi della base canonica di {\displaystyle \mathbb {R} ^{3}}. Si definisce integrale di superficie di {\displaystyle f} sulla superficie {\displaystyle S(D)} la scrittura:
{\displaystyle \int _{S}f\;\mathrm {d} \mathbf {V} _{2}=\int _{D}f(S(u,v))|\mathbf {N} (u,v)|\;\mathrm {d} u\;\mathrm {d} v.}
In modo equivalente si scrive anche, notando che il prodotto interno è proprio il vettore normale:
{\displaystyle \int _{S}f\;\mathrm {d} S=\iint _{D}f(S(u,v))\left|{\partial S \over \partial u}\times {\partial S \over \partial v}\right|\;\mathrm {d} u\;\mathrm {d} v=\iint _{D}f(S(u,v))\left|\left({\frac {\partial (y,z)}{\partial (u,v)}},{\frac {\partial (z,x)}{\partial (u,v)}},{\frac {\partial (x,y)}{\partial (u,v)}}\right)\right|\,\;\mathrm {d} u\;\mathrm {d} v}
dove
{\displaystyle \mathbf {N} (u,v)={\partial S \over \partial u}\times {\partial S \over \partial v}=\left({\frac {\partial (y,z)}{\partial (u,v)}},{\frac {\partial (z,x)}{\partial (u,v)}},{\frac {\partial (x,y)}{\partial (u,v))}}\right)}
è l'elemento di superficie normale a {\displaystyle S}. Inoltre
{\displaystyle {\frac {\partial (x_{i},x_{j})}{\partial (u,v)}}={\frac {\partial S_{x_{i}}}{\partial u}}{\frac {\partial S_{x_{j}}}{\partial v}}-{\frac {\partial S_{x_{j}}}{\partial u}}{\frac {\partial S_{x_{i}}}{\partial v}}.}
Se {\displaystyle f=1,} l'integrale fornisce l'area della superficie:
{\displaystyle A(S)=\int _{D}|\mathbf {N} (u,v)|\;\mathrm {d} u\;\mathrm {d} v.}

### Integrale di 2-forme su 2-superfici nello spazio
Sia {\displaystyle S} una 2-superficie in {\displaystyle \mathbb {R} ^{3}} con dominio di parametrizzazione {\displaystyle D\subseteq \mathbb {R} ^{2}}. Un tale oggetto è analiticamente rappresentato da tre funzioni {\displaystyle x}, {\displaystyle y} e {\displaystyle z} di due variabili indipendenti {\displaystyle u} e {\displaystyle v}:
{\displaystyle S(u,v)=(x(u,v),y(u,v),z(u,v)).}
Sia
{\displaystyle \omega =\omega _{x}(x,y,z)\;\mathrm {d} y\wedge \;\mathrm {d} z+\omega _{y}(x,y,z)\;\mathrm {d} z\wedge \;\mathrm {d} x+\omega _{z}(x,y,z)\;\mathrm {d} x\wedge \;\mathrm {d} y}
una 2-forma definita su {\displaystyle S}. Si definisce integrale di {\displaystyle \omega } su {\displaystyle S}
{\displaystyle \int _{S}\omega =\int _{D}\omega (S(u,v))[J_{S}(u,v)]\;\mathrm {d} u\;\mathrm {d} v=\int _{D}\left[\omega _{x}(S(u,v)){\frac {\partial (y,z)}{\partial (u,v)}}+\omega _{y}(S(u,v)){\frac {\partial (z,x)}{\partial (u,v)}}+\omega _{z}(S(u,v)){\frac {\partial (x,y)}{\partial (u,v)}}\right]\;\mathrm {d} u\;\mathrm {d} v.}
Interpretando la 2-forma {\displaystyle \omega } come un campo vettoriale {\displaystyle \mathbf {F} =(\omega _{x},\omega _{y},\omega _{z})} definito su {\displaystyle S} si ha:
{\displaystyle \int _{S}{\mathbf {F} }\cdot \;\mathrm {d} {\mathbf {S} }=\int _{S}({\mathbf {F} }\cdot {\mathbf {n} })\;\mathrm {d} S=\iint _{D}{\mathbf {F} }(S(u,v))\cdot \mathbf {n} \,\,|\mathbf {N} (u,v)|\;\mathrm {d} u\;\mathrm {d} v=\iint _{D}{\mathbf {F} }(S(u,v))\cdot \mathbf {N} (u,v)\;\mathrm {d} u\;\mathrm {d} v}
dove {\displaystyle \mathbf {n} ={\frac {\mathbf {N} (u,v)}{|\mathbf {N} (u,v)|}}} è il versore normale alla superficie.

## Esempio
Sia {\displaystyle S} una superficie (chiusa o aperta) analiticamente rappresentata da tre funzioni {\displaystyle x}, {\displaystyle y} e {\displaystyle z} di due variabili indipendenti {\displaystyle \xi } e {\displaystyle \eta }:
{\displaystyle x=x(\xi ,\eta ),\qquad y=y(\xi ,\eta ),\qquad z=z(\xi ,\eta )}
e sia {\displaystyle f(P)} funzione continua dei punti {\displaystyle P(\xi ,\eta )} di detta superficie. Decomposta {\displaystyle S} in modo arbitrario in elementi {\displaystyle \Delta s}, si fissi su ciascuno di questi un punto {\displaystyle P(\xi ,\eta )}, e si formi il prodotto {\displaystyle f(P)\Delta s} del valore di {\displaystyle f(P)} per ogni {\displaystyle \Delta s}. La somma di tali prodotti è indicata con {\displaystyle \sum _{\Delta s=1}^{n}f(P)\Delta s}. Facendo aumentare indefinitamente il numero {\displaystyle n} degli elementi della decomposizione e facendo diminuire ciascuna delle aree {\displaystyle \Delta s}, se esiste il limite di tale somma e se è finito, allora esso è l'integrale di superficie della funzione {\displaystyle f(P)} sulla superficie {\displaystyle S}. Viene indicato con {\displaystyle \int _{S}f(P)\cdot \mathrm {d} s} oppure con {\displaystyle \iint _{S}f(P)\cdot \mathrm {d} s}.
Il suo calcolo effettivo si ottiene mediante un integrale doppio esteso all'area piana {\displaystyle C} proiezione della superficie {\displaystyle S} sul piano {\displaystyle xy.}
Con lo "spianamento" della superficie {\displaystyle S} l'integrale in {\displaystyle \mathrm {d} s} si trasforma nel seguente integrale doppio:
{\displaystyle \iint _{C}f(P)\cdot {\sqrt {1+p^{2}+q^{2}}}\cdot \mathrm {d} C}
ove {\displaystyle p=\mathrm {d} z/\mathrm {d} x} e {\displaystyle q=\mathrm {d} z/\mathrm {d} y}, che consente il calcolo dell'integrale di superficie.